# Almind Kirke (Kolding Kommune)
 For alternative betydninger, se Almind Kirke. (Se også artikler, som begynder med Almind Kirke)
Almind Kirke er en kirke i Almind 10 km nord for Kolding.
Kirken er opført i 1887 af materialer fra en nedreven romansk kirke, som har stået på stedet. Bygningen er tegnet af murermester S.L. Gynther og består af kor og skib, opført i kvadersten over skråkantsokkel samt et tårn af små røde mursten og med et kobbertækket spir. I nordmuren er indsat en romansk vinduesoverligger. I tårnets sydside er indsat en romansk portal, som fører ind til tårnets underrum, der fungerer som våbenhus. I våbenhuset ses en gravsten fra slutningen af 1500-tallet over Mette Søfrens, en nedslidt gravsten med årstallet 1654 og en barnegravsten fra 1789.
Kor og skib har flade bjælkelofter. I kirken ses flere minder fra den gamle kirke. Alterbordet dækkes af et panel fra 1681, på østvæggen er samlet flere stolegavle fra 1681. Altertavlen i sen bruskbarok er fra 1682, i hovedfeltet ses et maleri af P. Møller fra 1887, tavlens oprindelige maleri er ophængt på skibets sydvæg. I koret ses en præstestol fra slutningen af 1600-tallet. Prædikestolen er et snedkerarbejde fra o.1600.
Den romanske granitfont er udført i én blok, den har cirkelformet kumme og ellipseformet fod, på mundingsranden og på overgangen til fodstykket ses enkel båndornamentik, desuden har fodstykket en dekorativ udsmykning i cirkler, fodstykket har fire hjørnesøjler med hoveder samt hoveder i felterne mellem søjlerne.